# Romaldas
Romaldas ist ein litauischer männlicher Vorname, abgeleitet von Romald.

## Personen
- Romaldas Petras Damušis (*  1950), Jurist und Politiker
- Romaldas Gadeikis (* 1957), Politiker, Bürgermeister von Joniškis